# リディラバ
リディラバは、社会の無関心の打破を目指し、複数の事業を展開する株式会社及び一般社団法人である。

## 概説
2009年9月に、東京大学在学中に安部敏樹が設立する。「社会の無関心の打破」を目標に350種類以上の社会課題を扱い、スタディツアーの企画や催行のほか、社会問題を学ぶオンラインサロン「リディ部」、調査報道ウェブメディア「リディラバジャーナル」、企業向け人材育成プログラム「フィールド・アカデミー」、社会問題カンファレンス「R-SIC」などを展開する。近年は企業や官公庁と協業して事業立案も提案する。

## 名前の由来
リディラバ (Ridilover) は ridiculous things lover から造語した。「社会問題などのマジメなことを、よりバカバカしく、よりおもしろく、よりかっこよく、伝えることにこだわり、どんなに大変なことでも、遊び心を持って取り組む」価値観を表現する。

## 沿革
- 2009年9月 - 私的学生団体として設立する。
- 2010年 - 教育旅行事業を始める。
- 2011年 - 東日本大震災支援として、PCAT (Primary Care for All Team) の事務所を設ける。
- 2012年 - 一般社団法人リディラバを設立し、情報通信研究機構 (NICT) の起業家甲子園で優勝する。
- 2013年 - 株式会社Ridiloverを設立し、R-SIC (Ridilover-Social Issue Conference) を京都で初開催する。KDDI ∞ Labo (KDDI Open Innovation Program) の4期で最優秀賞となる。
- 2014年 - 法人事業を開始し、若者旅行を応援する取組で観光庁長官賞となる。
- 2015年 - 地域協働事業を始める。
- 2017年 - 「リディラバジャーナル」のクラウドファンディングで1500万円を調達する。
- 2018年 - 社会問題の調査報道メディア「リディラバジャーナル」事業を始める。経済産業省「未来の教室 ～learning innovation～」で実証事業に採択される。
- 2019年 - 人材育成プログラム「フィールド・アカデミー」を始める。
- 2020年 - 「社会問題1000人会議＃リディズバ」を4月5日から5月4日までオンラインで開催する。社会問題を考えるみんなの部活動 オンラインサロン「リディ部」を始める。

## 設立当初のスタディツアー
- 2009年10月10日から11日 - 第1回鬼怒川上流ダム群スタディツアー
- 2009年11月7日から8日 - 第2回鬼怒川上流ダム群スタディツアー
- 2009年11月21日 - 性教育啓発イベント ＠東京大学
- 2009年11月22日 - 学生活性化イベント ＠東京大学
- 2009年11月23日 - 心理学実験企画 ＠東京大学
- 2010年3月20日から21日 - 第3回ダムツアー  八ツ場ダム、川原湯温泉地域
- 2010年3月27日 - 第1回アートツアー 銀座
- 2010年6月12日 - 第2回アートツアー 清澄白河
- 2010年8月6日 - 第3回アートツアー 銀座
- 2010年9月23日から25日 - 二本松地域振興スタディツアー
- 2010年10月30日から31日 - 留学生支援ツアー
- 2010年11月12日から4日 - 三宅島島興しツアー
- 2010年11月23日 - 「これからの性の話をしよう。」＠東大 東大駒場祭3日目
- 2010年12月18日 - 第4回アートツアー 銀座
- 2011年3月5日から6日 - 地方美術館から考える日本の文化行政ツアー 静岡
- 2011年6月12日 - 「農作物の流通」農業ツアー
- 2011年7月2日から4日 - 東日本大震災復興支援ツアー
- 2011年8月13日 - 第6回アートツアー
- 2011年8月17日から19日 - PCAT[1]×リディラバ震災復興支援企画 石巻市現地看護師研修
- 2011年8月20日から21日 - リディスタ修学旅行企画
- 2011年9月18日から19日 - 中之条アートツアー
- 2011年11月11日から13日 - 森林・林業ツアー（共同企画：NPO法人エコリーグ）
- 2011年11月11日から13日 - 第2回三宅島ツアー
- 2011年12月16日から18日 - 第2回東日本震災復興支援ツアー @宮城県石巻市、仙台市
- 2011年12月18日 - 第2回農業ツアー @茨城県つくば市
- 2012年2月11日から12日 - 雪かきツアー @新潟県十日町市
- 2012年3月3日 - 第4回ダムツアー @埼玉県秩父市
- 2012年3月23日から25日 - 地域医療ツアー（共同企画：私的学生団体GEIL） @宮城県石巻市、仙台市
- 2012年4月28日 町工場ツアー @東京都大田区
- 2014年3月8日 風俗嬢とラブホで女子会ツアー @東京都新宿区